# Choeromorpha vivesi
Choeromorpha vivesi är en skalbaggsart som beskrevs av Stefan von Breuning 1978. Choeromorpha vivesi ingår i släktet Choeromorpha och familjen långhorningar. Inga underarter finns listade i Catalogue of Life.